# Pegomya humeralis
Pegomya humeralis är en tvåvingeart som först beskrevs av Robineau-desvoidy 1830.  Pegomya humeralis ingår i släktet Pegomya och familjen blomsterflugor.
Artens utbredningsområde är Frankrike. Inga underarter finns listade i Catalogue of Life.